# Championnat d'Australie féminin de football 2020-2021
Navigation
Édition précédente Édition suivante
La saison 2020-2021 du Championnat d'Australie féminin de football est la treizième saison du championnat. Le Melbourne City FC, vainqueur de la saison précédente, remet son titre en jeu.

## Organisation
La saison régulière, programmée du 29 décembre 2020 au 31 mars 2021, est une poule unique de 9 équipes. Chaque équipe joue 12 matches.
Les quatre premières équipes se qualifient pour les demi-finales des play-offs.

## Participants
| Club                     | Ville                                            | Entraîneur        | Première saison | Meilleure performance | Classement en 2019-2020 |
| ------------------------ | ------------------------------------------------ | ----------------- | --------------- | --------------------- | ----------------------- |
| Adelaide United          | Adelaide, Australie-Méridionale                  | Adrian Stenta     | 2008            | 6e                    | 6e                      |
| Brisbane Roar            | Brisbane, Queensland                             | Jake Goodship     | 2008            | 1er                   | 2e                      |
| Canberra United          | Canberra, Territoire de la capitale australienne | Vicki Linton      | 2008            | 1er                   | 8e                      |
| Melbourne City           | Melbourne, Victoria                              | Rado Vidošić      | 2015            | 1er                   | 5e                      |
| Melbourne Victory        | Melbourne, Victoria                              | Jeff Hopkins      | 2008            | 1er                   | 1er                     |
| Newcastle Jets           | Newcastle, Nouvelle-Galles du Sud                | Ashley Wilson     | 2008            | 2e                    | 7e                      |
| Perth Glory              | Perth, Australie-Occidentale                     | Bobby Despotovski | 2008            | 1er                   | 4e                      |
| Sydney FC                | Sydney, Nouvelle-Galles du Sud                   | Ante Juric        | 2008            | 4e                    | 8e                      |
| Western Sydney Wanderers | Sydney, Nouvelle-Galles du Sud                   | Dean Heffernan    | 2012            | 6e                    | 9e                      |

| \| Adelaide United Brisbane Roar Melbourne City Melbourne Victory Newcastle Jets Perth Glory Sydney FC WS Wanderers Canberra United \| Les neuf clubs de l'édition 2020-2021. |
| Adelaide United Brisbane Roar Melbourne City Melbourne Victory Newcastle Jets Perth Glory Sydney FC WS Wanderers Canberra United                                              |

## Compétition

### Saison régulière
| Rang | Équipe                   | Pts | J  | G | N | P  | Bp | Bc | Diff |
| ---- | ------------------------ | --- | -- | - | - | -- | -- | -- | ---- |
| 1    | Sydney FC                | 28  | 12 | 9 | 1 | 2  | 26 | 11 | +15  |
| 2    | Brisbane Roar            | 25  | 12 | 7 | 4 | 1  | 29 | 12 | +17  |
| 3    | Melbourne Victory        | 23  | 12 | 7 | 2 | 3  | 25 | 14 | +11  |
| 4    | Canberra United          | 22  | 12 | 6 | 4 | 2  | 21 | 16 | +5   |
| 5    | Adelaide United          | 22  | 12 | 7 | 1 | 4  | 22 | 18 | +4   |
| 6    | Western Sydney Wanderers | 13  | 12 | 4 | 1 | 7  | 13 | 21 | -8   |
| 7    | Melbourne City T         | 13  | 12 | 4 | 1 | 7  | 11 | 23 | -12  |
| 8    | Newcastle Jets           | 7   | 12 | 2 | 1 | 9  | 14 | 21 | -7   |
| 9    | Perth Glory              | 1   | 12 | 0 | 1 | 11 | 7  | 32 | -25  |

Source : FBref

### Play-offs
|  | Demi-finales           | Demi-finales           | Demi-finales           | Demi-finales           |                   |                   | Finale                | Finale                | Finale                | Finale                |
|  |                        |                        |                        |                        |                   |                   |                       |                       |                       |                       |
|  | 4 avril 2021, Brisbane | 4 avril 2021, Brisbane | 4 avril 2021, Brisbane | 4 avril 2021, Brisbane |                   |                   | 11 avril 2021, Sydney | 11 avril 2021, Sydney | 11 avril 2021, Sydney | 11 avril 2021, Sydney |
|  | Brisbane Roar          | Brisbane Roar          | 2                      | 2                      |                   |                   | 11 avril 2021, Sydney | 11 avril 2021, Sydney | 11 avril 2021, Sydney | 11 avril 2021, Sydney |
|  | Brisbane Roar          | Brisbane Roar          | 2                      | 2                      |                   |                   | 11 avril 2021, Sydney | 11 avril 2021, Sydney | 11 avril 2021, Sydney | 11 avril 2021, Sydney |
|  | Melbourne Victory      | Melbourne Victory      | 6                      | 6                      |                   |                   | 11 avril 2021, Sydney | 11 avril 2021, Sydney | 11 avril 2021, Sydney | 11 avril 2021, Sydney |
|  | Melbourne Victory      | Melbourne Victory      | 6                      | 6                      | Melbourne Victory | Melbourne Victory | 1 a. p.               | 1 a. p.               |                       |                       |
|  | 5 avril 2021, Sydney   |                        |                        |                        | Melbourne Victory | Melbourne Victory | 1 a. p.               | 1 a. p.               |                       |                       |
|  |                        |                        | Sydney FC              | Sydney FC              | 0                 | 0                 |                       |                       |                       |                       |
|  | Sydney FC              | Sydney FC              | Sydney FC              | Sydney FC              | 0                 | 0                 | 3                     | 3                     |                       |                       |
|  | Sydney FC              | Sydney FC              |                        |                        |                   |                   |                       | 3                     |                       |                       |
|  | Canberra United        | Canberra United        | 0                      | 0                      |                   |                   |                       |                       |                       |                       |
|  | Canberra United        | Canberra United        | 0                      | 0                      |                   |                   |                       |                       |                       |                       |

ap = Après prolongation
Source : FBref

## Statistiques

### Meilleures buteuses
| Rg | Joueuse             | Club              | Buts |
| -- | ------------------- | ----------------- | ---- |
| 1. | Emily Gielnik       | Brisbane Roar     | 13   |
| 2. | Michelle Heyman     | Canberra United   | 10   |
| 3. | Melina Ayres        | Melbourne Victory | 8    |
| 4. | Remy Siemsen        | Sydney FC         | 7    |
| 5. | Kyra Cooney-Cross   | Melbourne Victory | 6    |
| 5. | Catherine Zimmerman | Melbourne Victory | 6    |

### Meilleures passeuses
| Rg | Joueuse       | Club              | P.d. |
| -- | ------------- | ----------------- | ---- |
| 1. | Isobel Dalton | Brisbane Roar     | 7    |
| 2. | Melina Ayres  | Melbourne Victory | 5    |
| 2. | Teresa Polias | Sydney FC         | 5    |

### Meilleures gardiennes
| Rg | Joueuse               | Club              | Arrêts |
| -- | --------------------- | ----------------- | ------ |
| 1. | Lily Alfeld           | Perth Glory       | 54     |
| 2. | Gabriela Garton       | Melbourne Victory | 46     |
| 3. | Jada Mathyssen-Whyman | Sydney FC         | 43     |
| 4. | Claire Coelho         | Newcastle Jets    | 42     |
| 5. | Georgina Worth        | Brisbane Roar     | 37     |

Source : w-league.com.au